# Gummi arabikum
 For alternative betydninger, se Gummi. (Se også artikler, som begynder med Gummi)
 Der er for få eller ingen kildehenvisninger i denne artikel, hvilket er et problem. Du kan hjælpe ved at angive troværdige kilder til de påstande, som fremføres i artiklen.

Gummi arabikum er et naturligt gummistof, som udvindes fra visse arter af akasietræ: gummiakacie (Acacia senegal) og Acacia seyal. Det bliver primært brugt i fødevareindustrien som stabilisator, med E-nummeret E 414.
Gummi arabikum reducerer overfladespændingen i væsker, hvilket fører til øget brus i sodavand og andre kuldioxidholdige væsker. Det er denne fysiske egenskab der indgår i Mentos- og cola light-eksperimentet.